# Каргалин
Каргали́н (перс. کرگلین‎) — село на севере Ирана, в остане Альборз. Входит в состав шахрестана Саводжболаг. Является частью дехестана (сельского округа) Сеидабад Центрального бахша.

## География
Село находится в центральной части Альборза, к югу от хребта Эльбурс, на расстоянии приблизительно 18 километров к западу от Кереджа, административного центра провинции. Абсолютная высота — 1276 метров над уровнем моря.

## Население
По данным переписи 2006 года население села составляло 640 человек (317 мужчин и 323 женщины). В Каргалине насчитывалось 169 семей. Уровень грамотности населения составлял 72,5 %. Уровень грамотности среди мужчин составлял 74,76 %, среди женщин — 70,28 %.